# Lukáš Babka
Lukáš Babka (* 20. září 1977, Sušice) je český slavista, ředitel Slovanské knihovny, která je samostatnou části Národní knihovna České republiky
Zaměřuje se zejména na studium sovětského vězeňského a represivního aparátu a na komunistické režimy střední a východní Evropy.